# Роберт Їертсен
Роберт Їертсен (норв. Robert Giertsen, 24 серпня 1894 — 17 жовтня 1978) — норвезький яхтсмен.
Олімпійський чемпіон 1920 року в класі 10 метрів (правила 1919 року).